# Francisco Brihuega

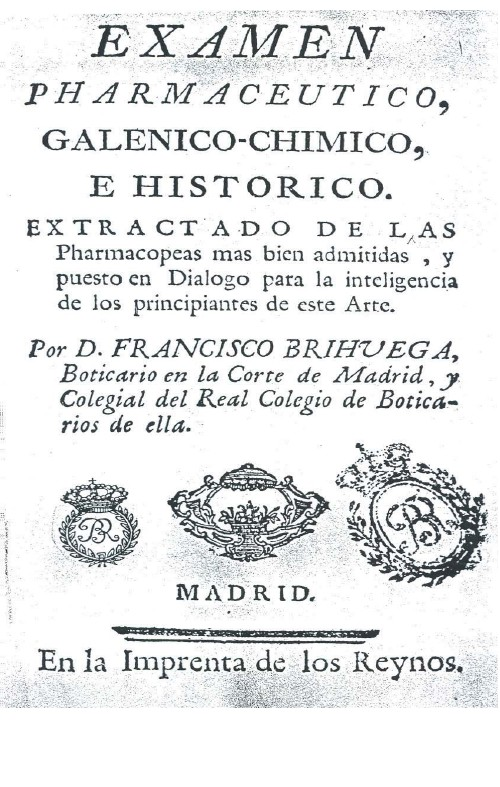
Primera página del Examen de Brihuega

Francisco Brihuega fue un boticario español del siglo XVIII a quien se considera el más ilustrado de la época post-galenista de entre los autores de una cartilla farmacéutica.
Es autor del libro Examen pharmaceutico, galenico-chimico.
No obstante, su obra desde un punto de vista estrictamente científico es una anacronismo, ya que Félix Palacios se había adelantado a él en la adaptación de las teorías modernas dentro de la farmacia. 
Su obra fue de estudio obligatorio en casi todo el territorio nacional durante el último cuarto del siglo XVIII, sobre todo en Navarra.

## Su vida
Fue miembro, según Chiarlone y Mallaina, del Colegio y miembro de la Sociedad médica de la Real Hermandad de María santísima de la esperanza, establecida en Madrid y protegida por el serenísimo señor Infante.
Su fallecimiento se produce en 1794.

## Su obra
Aunque no debe exclusivamente su prestigio a su gran obra en tres ediciones, pues su actividad como boticario en la corte le reportó fama en vida, en la historia está muy claro que el Examen pharmaceutico es su cumbre.
Esta obra tuvo tres ediciones. La primera es de 1761 y se titula Examen Pharmaceutico, galenico – Chimico, E Histórico. Extractado De Las Pharmacopeas Mas Bien Admitidas, Y Puesto En Dialogo Para La Inteligencia De Los Principiantes.
En esta primera edición no existen referencias a otras obras ni antiguas ni de la época.
En 1775 o 1776 (no está claro el año) se reedita con el nombre de Examen Pharmaceutico, Galenico-Chimico, Teorico-Practico, Extractado De Las Pharmacopeas más bien admitidas; y Autores de Historia Natural: nuevamente corregido, y aumentado en esta segunda Impresión; y puesto en Dialogo, para la más fácil inteligencia de los Principiantes de este Arte. Esta nueva edición ya cita autores y obras de su época y viene actualizada tanto desde el punto de vista galénico como desde el punto de vista botánico y químico. Es de resaltar que las aportaciones botánicas son las más relevantes.
La tercera edición es de 1796. Se trata de una reedición póstuma (Brihuega había fallecido en 1794) y fue revisada por Casimiro Gómez Ortega e Hipólito Ruiz López que añadieron una excelente parte botánica adecuada al momento en el que fue reimpresa.